# Monnette Sudler
Monnette Leigh Sudler (* 5. Juni 1952 in Germantown, Philadelphia, Pennsylvania  als Monnette Goldman; † 21. August 2022 ebendort) war eine amerikanische Jazzgitarristin (auch Gesang, Komposition).

## Leben und Wirken
Sudler, die aus einer musikalischen Familie stammt, erhielt zunächst Klavierunterricht. Im Alter von 15 Jahren wechselte sie zur Gitarre und erhielt zunächst Unterricht von ihrem Vater, Truman W. Sudler, entwickelte sich dann in die Folkrichtung, bevor sie zum Jazz wechselte. Nachdem sie auf dem Combs College of Music Komposition und Arrangement studierte, absolvierte sie 1970 und 1971 die Berklee School of Music; zu dieser Zeit wurde sie professionelle Musikerin. Sie spielte zunächst bei den Sounds of Liberation von Khan Jamal und in dessen Creative Arts Ensemble (Drum Dance to the Motherland, 1973), später mit Sunny Murrays Untouchable Factor.
Nachdem sie mit der Bigband von Sam Rivers beim Newport Jazz Festival aufgetreten war, konnte sie 1976 u. a. mit Newman Taylor Baker für SteepleChase Records
ihr Debütalbum  Time for a Change aufnehmen, gefolgt von Brighter Days for You (1978). Im folgenden Jahr tourte sie mit ihrer eigenen Band  durch Europa. Ferner gehörte zu Philly Joe Jones’ Projekt Dameronia (das an die Musik von Tadd Dameron erinnerte) und zum Change of the Century Orchestra, mit dem sie 1987 bei den Berliner Jazztagen auftrat. Sie arbeitete mit Musikern wie Grover Washington Jr., Steve Turré, Reggie Workman, Cecil McBee und Hamiet Bluiett zusammen. Neben Jazz mit ihrem Quartett bzw. Quintett spielt sie auch Blues mit ihrem Monnette Sudler Blues Express. 2003 absolvierte sie eine weitere Ausbildung an der Temple University.
Respiratorische Insuffizienz zwang Sudler Anfang der 2010er-Jahre, ihre Konzerttätigkeit stark einzuschränken. 2013 musste sie sich einer doppelten Lungentransplantation unterziehen. Ein paar Monate später begann Sudler wieder mit der Organisation von Konzerten und Auftritten. Im Herbst 2021 erschienen ihren Alben In My Own Way, ein Mitschnitt aus Europa aus dem Jahr 1978, und Stay Strong, eine Sammlung neuer Songs, die das Leben während des ersten Jahres der Covid-Pandemie reflektieren. Im Mai 2022 war sie Preisträgerin der Fundraising-Gala des Ars Nova Workshops, an der sie virtuell teilnahm. Nach Auskunft der Familie war Blutkrebs die Ursache ihres Todes.

## Preise und Auszeichnungen
Sudler erhielt den David P. Richardson Achievement Award und den Shirley Chisom Award des National Political Congress of Black Women.

## Diskographische Hinweise
- Live in Europe (1978)
- Other Side of the Gemini (mit Grover Washington Jr., Kenzel Honesty, Uri Caine, Tony Jones, Darryl Washington, Lamont Smith, 1990)
- Just One Kiss (1998)
- Meeting of the Spirits (2005)
- Where Have All the Legends Gone? (2009)
- Monnette Sudler’s Ladies Night Out Quartet: First Born (2012)

## Lexikalischer Eintrag
- Leonard Feather, Ira Gitler: The Biographical Encyclopedia of Jazz. Oxford University Press, New York 1999, ISBN 0-19-532000-X.